# Notomys fuscus
Notomys fuscus је врста глодара из породице мишева (лат. Muridae). 

## Распрострањење
Аустралија је једино познато природно станиште врсте.

## Станиште
Врста Notomys fuscus има станиште на копну.

## Угроженост
Ова врста се сматра рањивом у погледу угрожености врсте од изумирања.

### Популациони тренд
Популациони тренд је за ову врсту непознат.